# Silvio Francesconi
Silvio Francesconi (Montignoso, 23 ottobre 1952 – Massa, 1º giugno 2021) è stato un calciatore e allenatore di calcio italiano, di ruolo centrocampista.

## Biografia
Sviluppò la sua carriera principalmente in Serie C, con eccezione nella stagione 1979-1980, nella quale disputò 5 incontri in Serie B con la Ternana, per poi trasferirsi nella sessione autunnale del calciomercato per volontà dell'allenatore Corrado Orrico all'Udinese scendendo in campo in 3 sfide di Serie A. esordendo il 16 dicembre 1979 in occasione della sconfitta interna col Bologna. A fine stagione tornò alla Ternana, nel frattempo retrocessa in Serie C1.
Morì il 1º giugno 2021 per complicazioni da COVID-19, che aveva contratto il mese precedente.

## Palmarès

### Giocatore

#### Competizioni nazionali
- Serie D: 1

Carrarese: 1977-1978

#### Competizioni regionali
- Promozione: 1

Sarzanese: 1973-1974

#### Competizioni internazionali
- Coppa Mitropa: 1

Udinese: 1980